# Gotra fugator
Gotra fugator is een insect uit de familie van de gewone sluipwespen (Ichneumonidae). De wetenschappelijke naam van de soort werd in 1952 gepubliceerd door Seyrig.